# Rocha (ville)
Pour les articles homonymes, voir Rocha (homonymie).
Rocha est une ville de l'Uruguay et la capitale du département de Rocha.

## Histoire
La ville de Rocha a été fondée le 23 novembre 1793. Les premiers colons qui s'installèrent dans la ville étaient des émigrants de la région des Asturies.

## Géographie
La ville se situe dans le sud-est du département, au nord de la lagune de Rocha et au sud de la sierra de los Rochas.

## Population
Sa population urbaine est de 25 538 habitants.
| Année | Population |
| ----- | ---------- |
| 1963  | 19 457     |
| 1975  | 21 502     |
| 1985  | 24 013     |
| 1996  | 26 017     |
| 2004  | 25 538     |

,

## Sport
Le Rocha FC est un club de football participant au championnat d'Uruguay de football.

## Personnalités
- Gladys Castelvecchi, femme de lettres.
- Alberto Demicheli, homme politique.
- Eduardo Dieste, écrivain et diplomate.
- Constancio Vigil, écrivain.